# گولازا
گولازا (به ایتالیایی: Golasecca) یک کومونه در ایتالیا است که در استان وارزه واقع شده‌است.

## خصوصیات
گولازا ۷ کیلومترمربع مساحت و ۲٬۶۹۴ نفر جمعیت دارد و ۲۸۰ متر بالاتر از سطح دریا واقع شده‌است.